# Brétigny, Eure
Brétigny är en kommun i departementet Eure i regionen Normandie i norra Frankrike. Kommunen ligger i kantonen Brionne som tillhör arrondissementet Bernay. År 2022 hade Brétigny 142 invånare.

## Befolkningsutveckling
Antalet invånare i kommunen Brétigny
Referens:INSEE